# 青だよ!たくちゃん!
青だよ!たくちゃん!（あおだよ!たくちゃん!）は、南日本放送のMBCラジオで土曜日に放送されるラジオ番組。
2018年（平成30年）9月29日放送迄の公式タイトルは、ズバッ@RADIO～青だよ!たくちゃん!～（ズバッとラジオ あおだよ!たくちゃん!）であった。

## 概要
2011年（平成23年）4月2日に放送開始。開始当初から2018年（平成30年）3月迄の放送時間は11時から16時50分、2020年（令和2年）3月28日迄の放送時間は、11時から14時50分であり、特番を除いて局内では最長の約6時間に亘る大型生ワイド番組であった。2020年（令和2年）4月より新たな放送時間となる。
たくちゃんこと野口たくおが繰り広げる唐芋標準語のお気楽トークに、Ustreamでの動画配信や、2020年代には当たり前となったTwitter等のSNSを活用したコミュニケーションを絡め、開始当初においては新しい試みを行うラジオ番組でもあった。
担当するアシスタントが交代した時期に合わせ、美坂理恵が担当する2016年（平成28年）3月まではシーズン1、山口真奈が担当する2016年（平成28年）4月から2023年（令和5年）3月まではシーズン2、森万由子が担当する2023年（令和5年）4月から2023年（令和5年）9月まではシーズン3、上塘百合恵が担当する2023年（令和5年）10月からはシーズン4と呼ばれる。
ちなみに3代目アシスタントの森万由子は、ウォッチ!かごしまにおいて2004年（平成16年）夏休み特別企画として、鹿児島県の子供が番組に出演してアナウンサーの体験をする子供アナウンサーのコーナーにおいて、小学生の頃に出演し野口と共演した過去がある。
番組名の「青」は、カレンダーにおいて週末である土曜日の表示が青である事や、MBC南日本放送の社章が青である事、鹿児島の空や海の青、青春、青信号など青が持つ前向きな力で「生魂（）」を注入する番組で在りたいという意図から名付けられた。
2024年（令和6年）7月からは、番組開始前にPocochaで生配信を行う日も多い。Pocochaでの生配信は、公開生放送の途中で行われた企画や、私の熱狂!パワフルプロ野球の特番でも行われている。

## 出演者

### メインパーソナリティー
- 野口たくお（たくちゃん / Pたくさん / たくP）

### アシスタント
- 上塘百合恵（かみともちゃん / ゆりゆり）[注釈 3]（2023年〈令和5年〉10月7日- ）、4代目

### 中継レポーター
ごめんなったも～し
- 前之園智子[5]（ベホマズン坂口 / ベホさん / ともっぺ）

4代目レポーターで、2024年（令和6年）12月1日からレギュラーで担当。起用と同時に、ともっペのごめんなったも～しへ中継コーナー名も変更。ポニーメイツ25期、及び26期で、2023年（令和5年）から2024年（令和6年）にかけては「おでばい中」の中継レポーターが不在の際の代打を務める事もあった。
以前は長らく番組アシスタントディレクターを務めており、2023年（令和5年）にMBCタレントに復帰する以前も含め番組のSNSには頻繁に登場しており、番組SNSには本人が持参した昼食用のカップ麺と共に写る事が恒例となっていた。

### コーナー出演者
バズってかごしま
- 中園信吾（WEBメディア・KagoshimaniaX管理人の「僕氏」[9][10]）

堀プロモーション!
- 堀浩司

番組SNS出演、及び番組出演スタッフ
MBCタレントや元ポニーメイツが番組スタッフとして参加することも多いため、MBCタレントの薗田彩も番組スタッフとして番組SNSに出演することがあり、かつては元ポニーメイツの岡﨑円奈もおでばい中の中継スタッフとして同行する最中、生放送中に野口から「岡崎マッダンナ」と呼び掛けられて話題を振られ返答したり、番組SNSに出演したりしていた。

## 過去の出演者

### アシスタント
- 美坂理恵（みさかっち / りんりん）[注釈 3]（2011年〈平成23年〉4月2日 - 2016年〈平成29年〉3月26日）、初代
- 山口真奈（マナティ）[注釈 4]（2016年〈平成29年〉4月2日 - 2023年〈令和5年〉3月25日[1][注釈 5]）、2代目
- 森万由子（もりちゃん / モリマユ[注釈 6]）[注釈 4]（2023年〈令和5年〉4月1日[1] - 2023年〈令和5年〉9月30日[注釈 7]）、3代目

#### リポーター
おでばい中
- 榮德多賀子[12]（A徳さん / たぁちゃん）

初代中継レポーター。2022年（令和4年）12月10日放送をもって降板、同時に妊娠中であることを発表。尚、榮德担当期の「おでばい中」の正式なタイトル表記は「A徳多賀子のおでばい中!!」であった。
- 平山琴実[13]

2代目中継レポーターとして「おでばい中」を2022年（令和4年）12月17日から2023年（令和5年）6月24日まで担当し、妊娠に伴う出産準備のため降板。榮德多賀子が「おでばい中」リポーターを務めていた時期には、ラジオカー「ポニー号」の技術スタッフ及び中継先からInstagramアカウントへの投稿写真を行う係であり、榮德が不在の場合には代理で中継リポーターを務めた事もあったが、産休育休による降板から正式に2代目中継レポーターとなる。
- 上園歩美[15]

3代目中継レポーターとして、2023年（令和5年）7月1日から2024年（令和6年）11月23日まで担当。前任2人と同じく産休、及び育休に入ることを機に降板、後任の前之園以降は中継コーナーの名称が変更された為、「おでばい中」名義では最後のレポーターとなった。

### コーナー出演者等
ギャラリー杜へようこそ
- 二見いすず[注釈 8]

JU tea time
- 和田由樹

Twitter及びラジオ井戸端会議担当
- 米澤 瑠美（よねチャン / ADヨネ）[17][注釈 9]

かつて、生放送と並行してMBCラジオのSNS「ラジオ井戸端会議」及び、番組公式twitterにおいて実況ツイートを行っていた。
お天気のコーナー
- 大山有布佳（MBC気象予報士）

## コーナー

### 主なコーナー

#### ともっぺのごめんなったも～し
リポーターの前之園智子が県内各地の様々な場所やイベントに出向き、関係者や一般の人にインタビューを行う。13時台中盤、15時台中盤の2回実施されている。
2024年（令和6年）11月以前は「〇〇（レポーター名）のおでばい中!!」のコーナー名で、初代を榮德多賀子、2代目を平山琴実、3代目を上園歩美が担当し、榮德担当期に行われた放送時間の移動、及び短縮以前は、11時台、13時台、15時台の3回にわたって中継を繋いでいた。

#### 毎日!Many!600（）
鹿児島県内の多くの高校が採用している参考書の英作基本文例600に着想を得て、お題の文例、ことわざ、日常会話を上塘が英語で、野口が鹿児島弁に訳す。2024年（令和6年）4月6日から開始。2024年（令和6年）9月7日放送回では、MBCテレビ『ノーカットホテイソン』の収録も兼ね東京ホテイソンも出演した。
コーナーの掛け声「イーン、イングリッシュ」「鹿児島弁で」「よーし解説しよう」「ベリーグッド」は、当時のポニーメイツだった増水巴美の声である。
ポッドキャストのApple Podcast、Spotify、Amazon Musicや、radikoのポッドキャスト機能、YouTubeでも配信している。
2024年（令和6年）度の第50回・アノンシスト賞では、采野吉洋、豊平有香、美坂理恵の局内審査を経て選ばれた2025年（令和7年）1月4日放送の第38回「私はずっとおせち料理の準備で忙しいです」で上塘が、九州沖縄地区のラジオフリートーク部門で優秀賞を2025年（令和7年）5月に受賞。九州各局のアナウンス部長が審査した際の講評で、野口との掛け合いにおいて野口の下ネタをサラッと受け流すのが上手だと評価されての受賞であった。

#### Pたくさんのやまいも掘りまSHOW!
「山芋を掘る」とは鹿児島弁で「酒を飲みながら愚痴をこぼす」の意。リスナーから怒っていること、苦しんでいることなどをぶちまけてもらう。ただしパーソナリティーは解決策を示すことは一切なく、ただ聞くだけのコーナーであると紹介されている。

#### 私の熱狂!パワフルプロ野球20XX
「XX」にはその年の西暦における下二桁が入る。野口やアシスタントが、贔屓のプロ野球チームについてリスナーから寄せられたお便りを読みつつ、野球を熱く語るコーナー。シーズンオフにはチームごとにその年の大反省会、1月には順位予想を行うのが恒例となっている。
かつては熱狂的な東京ヤクルトスワローズファンとして知られているタレントの西上原愛が不定期で出演しており、その後も特番に出演している。東北楽天ゴールデンイーグルスのファンである2代目アシスタントの山口は、MBC退社後も楽天ファンを代表して特番に出演している。鹿児島県出身のプロ野球選手である横田慎太郎の姉もゲスト出演したことがある。
このコーナーはかつて、ラジオの生放送と同時にUstreamやYouTube Liveなどライブ動画配信サービスでも生配信しており、当時の映像は一部、MBC南日本放送のYouTubeチャンネルで視聴可能である。
また、平日の夜には不定期で年に数回、MBCラジオにおいて同コーナーの2時間以上の特番が放送される事があり、メインパーソナリティー2名に加え、MBCタレントまたは一般人から、日本プロ野球全12球団のファンから1名ずつの計12名が出演し、加えて元プロ野球選手もゲストとして登場する。

### 過去のコーナー

#### 理恵のハートにキックオフ!
リスナーから県内外プロアマ問わずこの一週間に行われたスポーツに関することを報告してもらう。

#### おお!心の友よ!
リスナーから友人についてのエピソードを募る。

#### りんりんにお・し・え・て
美坂の今後のアナウンサー人生に役立つようリスナーから雑学やムダ知識を募集するコーナー。不定期でゲストが登場することがある。

#### 〜不定期なのに人気コーナー〜た・く・お・の・ツ・ボ
野口の「ツボ」を押したお便りを読み上げるコーナーであり、「不定期」と名乗っていながら毎週行われていた。野口曰く「このコーナーに自ら投稿した方が居る一方で、他のコーナー宛てに送ったつもりがこのコーナーで読まれることになってしまった方も居る」という。あまりにも盛り上がりすぎて放送終了時間間際まで押してしまうことがあった。
このコーナーはラジオの生放送と同時にUstreamやYouTube Liveなどライブ動画配信サービスでも生配信しており、コーナー終了後も当時の映像は一部、MBC南日本放送のYouTubeチャンネルで視聴可能である。

## タイムテーブル
※2025年7月時点
13時台
- 13:30 - 冒頭の会話
- 13:35 - ともっぺのごめんなったも～し[注釈 19]
- 13:44頃 - 今日の番組構成
- 13:50 - MBC50ニュース
- 13:55 - かごしま防災スイッチ

14時台
- 14:00 - 青リアル[注釈 20]
- 14:10 - バズってかごしま
- 14:20 - 毎日っ!Many!600
- 14:40台 - 番組へのメッセージの紹介
- 14:50 - MBC50ニュース
- 14:55 - ミニ番組[注釈 21]

15時台
- 15:00 - 番組へのメッセージの紹介
- 15:10 - 私の熱狂!パワフルプロ野球
- 15:28頃 - MBCラジオの番組のお知らせ
- 15:30 - ともっぺのごめんなったも～し[注釈 19]
- 15:47

- 番組へのメッセージの紹介（第1週、2週）
- 堀プロモーション!（第3週）
- 上塘プロモーション!（最終週）
16時台
- 16:00 - 百合恵の魂ゆりたま[注釈 23]
- 16:10 - Pたくさんのやまいも掘りまSHOW!
- 16:20頃 - ニコニコインフォメーション[注釈 24]
- 16:25頃 - 終盤の会話、次回予告

## 過去のタイムテーブル

### 2016年頃
11時台
- 11:00 - 冒頭の会話
- 11:30 - A徳多賀子のおでばい中!![注釈 19]
- 11:50 - MBC50ニュース

12時台
- 12:15 - 山口プロモーション
- 12:30 - おお!心の友よ!
- 12:41 - お茶の美老園「ギャラリー杜にようこそ」[注釈 25]
- 12:50 - MBC50ニュース
- 12:55 - JU tea time

13時台
- 13:10 - A徳多賀子のおでばい中!![注釈 19]
- 13:30 - アーティストBOX[注釈 26]

14時台
- 14:10 - Pたくさんの山芋掘りまSHOW!
- 14:30 - バズってかごしま
- 14:50 - MBC50ニュース
- 14:55 - 黒酢で元気!!

15時台
- 15:18 - 私の熱狂!パワフルプロ野球[注釈 27]
- 15:35 - A徳多賀子のおでばい中!![注釈 19]
- 15:50 - MBC50ニュース

16時台
- 16:20 - アニバーサリー
- 16:25 - た・く・お・の・ツ・ボ[注釈 27]
- 16:47 - 終盤の会話、次回予告

### 2023年頃
13時台
- 13:30 - 冒頭の会話
- 13:36 - 平山琴実のおでばい中!![注釈 19]
- 13:50 - MBC50ニュース
- 13:55 - かごしま防災スイッチ

14時台
- 14:10頃 - バズってかごしま
- 14:29頃

- 堀プロモーション（第3週）
- 上塘プロモーション（最終週）
- 14:39頃 - ピピっとユピテル
- 14:50 - MBC50ニュース
- 14:55 - ミニ番組[注釈 21]

15時台
- 15:10 - 私の熱狂!パワフルプロ野球
- 15:30 - 平山琴実のおでばい中!![注釈 19]
- 15:50 - お天気のコーナー

16時台
- 16:10 - Pたくさんの山芋掘りまSHOW!
- 16:25頃 - 終盤の会話、次回予告

## 公開生放送
2025年（令和7年）3月22日、抽選で選ばれ観覧料を支払った約100名の聴衆と共に、南日本放送本社7階ホールで「公開生放送 青だよ!たくちゃん!春の大感謝祭」を開催。
2025年（令和7年）7月7日、日本民間放送連盟賞九州・沖縄地区の審査が行われ、この公開生放送がラジオ生ワイド部門において優秀賞を受賞。